# Eternity Range
Eternity Range är en bergskedja i Antarktis. Den ligger i Västantarktis. Argentina, Chile och Storbritannien gör anspråk på området.
Eternity Range sträcker sig 41 kilometer i nord-sydlig riktning. Den högsta toppen är Mount Hope, 3 239 meter över havet.
Topografiskt ingår följande toppar i Eternity Range:
- Mount Charity
- Mount Faith
- Mount Hope